# Тиомочевина
Тиомочевина — CS(NH2)2 — диамид тиоугольной кислоты, тиокарбамид, белые кристаллы горького вкуса и запахом жареного лука, tпл 180—182 °C (при быстром нагревании; при медленном — разлагается); умеренно растворима в воде, метаноле, пиридине, хорошо — в 50 %-ном водном пиридине.
Тиомочевину применяют в органическом синтезе, для получения лекарственных препаратов (напр., сульфидина).

## Синтез
Тиомочевина может быть получена изомеризацией роданида аммония, этот синтез аналогичен классическому синтезу мочевины из цианата аммония (кислородного аналога роданида) по Вёлеру:
Вместе с тем, в отличие от мочевины, тиомочевина при нагревании находится в равновесии с роданидом аммония: равновесная смесь при температуре 140 °C содержит 28,1 % тиомочевины, при 156 °C — 26,7 %, при 180 °C — 21,8 %.
Подобно синтезу мочевины из аммиака и диоксида углерода, тиомочевина также может быть синтезирована при взаимодействии аммиака и сероуглерода:
{\displaystyle {\mathsf {CS_{2}+2NH_{3}\rightarrow (NH_{2})_{2}CS+H_{2}S}}}
Тиомочевину также получают взаимодействием H2S или сульфидов аммония либо щелочных металлов с цианамидом кальция CaCN2 в водных растворах:
{\displaystyle {\mathsf {CaCN_{2}+(NH_{4})_{2}S+2H_{2}O\rightarrow (NH_{2})_{2}CS+Ca(OH)_{2}+2NH_{3}}}}

## Реакционная способность
Структура молекулы тиомочевины может быть представлена мезомерными канонической тиоамидной формой и тиоимидными формами, несущими отрицательный заряд на атоме серы и положительный на атомах азота амидинового фрагмента:
В результате атом серы является сильным нуклеофильным центром и тиомочевина протонируется по атому серы с образованием солей с сильными кислотами. Атаки мягких электрофилов также направляются на атом серы: тиомочевина алкилируется алкилгалогенидами и алкилсульфатами с образованием изотиурониевых солей:
Аналогично протекает реакция тиомочевины с арилдиазониевыми солями.
S-алкилирование тиомочевины также является первой стадией её взаимодействия с эпоксидами, ведущего к образованию тииранов (эписульфидов):
Ацилирование тиомочевины галогенангидридами и ангидридами карбоновых кислот, в зависимости от условий реакции, может протекать как по сере (в мягких условиях), так и по азоту (в жестких условиях).
Альдегиды и кетоны с присоединяются к тиомочевине, образуя гидроксиалкилтиомочевины, которые при отщеплении воды превращаются в N-тиокарбамоилимины:
H2NC(S)NH2 + R2CO {\displaystyle \to } H2NC(S)NHC(OH)R2
H2NC(S)NHC(OH)R2 {\displaystyle \to }  H2NC(S)N=CR2
Тиомочевина реагирует с бифункциональными электрофилами, образуя гетероциклические соединения. Так, например, с α-галогенкетонами тиомочевина (и её N-замещенные производные)образует 2-аминотиазолы:
при взаимодействии с 1,3-дикарбонильными соединениями - 2-меркаптопиримидины:

## Применение
Алкилирование тиомочевины используется  алкилирование с образованием алкилтиурониевых солей и их последующим щелочным гидролизом: используется как препаративный метод синтеза алифатических тиолов:
Преимуществом этого метода являются легкая очистка перекристаллизацией тиурониевых солей и достаточно высокие общие выходы тиолов.
Алкилтиурониевые соли также используются для синтеза как гуанидина аммонолизом, так и алкилгуанидинов взаимодействием с аминами в щелочной среде:
Et-S-C(NH2)2+ + R-NH2 {\displaystyle \to } R-NHC(=NH)NH2 + EtSH + H+ ,
синтеза алкилсульфонилхлоридов путём окисления их N-хлорсукцинимидом (NCS):
R-S-C(NH2)2+Cl- + NCS {\displaystyle \to } R-SO2Cl ,
Тиомочевина широко используется в синтезе гетероциклических соединений (тиобарбитураты конденсацией с малоновыми эфирами, 2-меркаптопитимидинов при конденсации с ацеталями малонового диальдегида, 2-аминотиазолов конденсацией с α-галогенкетонами).
Тиомочевина также используется в качестве ингибитора кислотной коррозии сталей.